# ووشی
ووکسی (به چینی: Wuxi، به انگلیسی: Wuxi) یکی از شهرهای جمهوری خلق چین است. جمعیت آن در سال 2023 حدود 7495000 نفر تخمین زده شده است. 
Wuxi در استان جیانگ سو در شرق چین واقع شده است. این شهر به شانگهای کوچک معروف

## نگارخانه

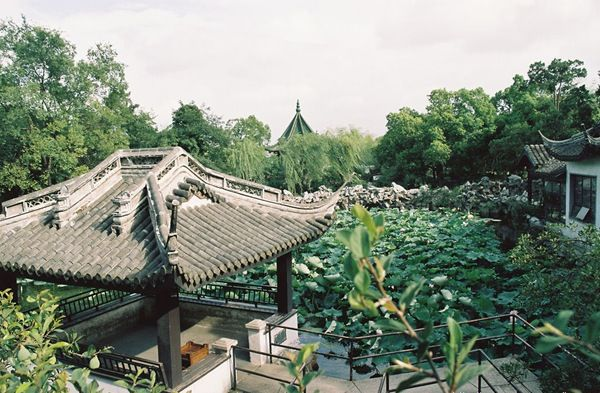
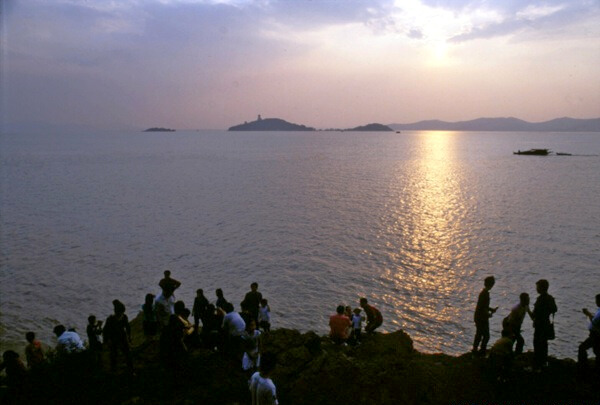
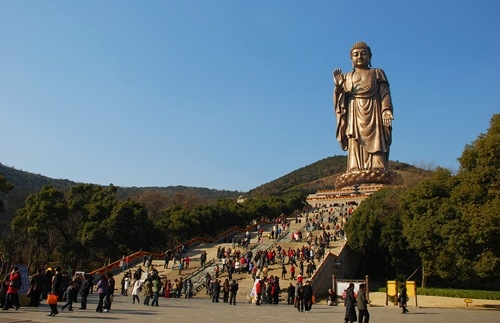
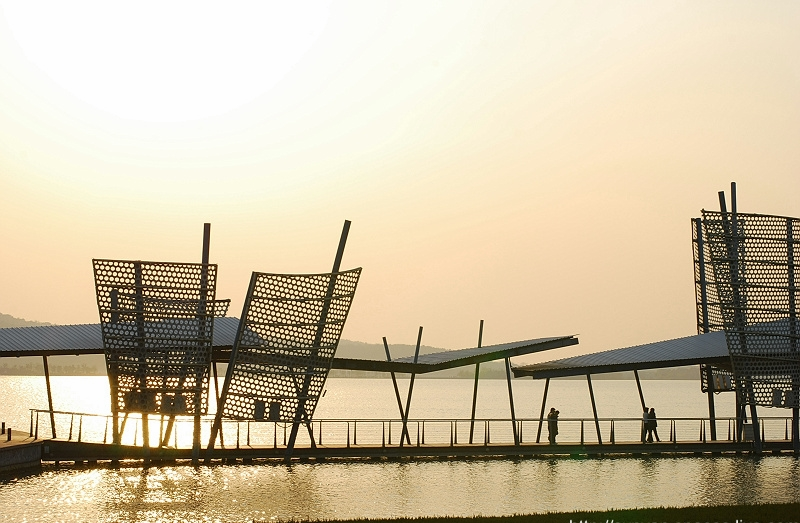
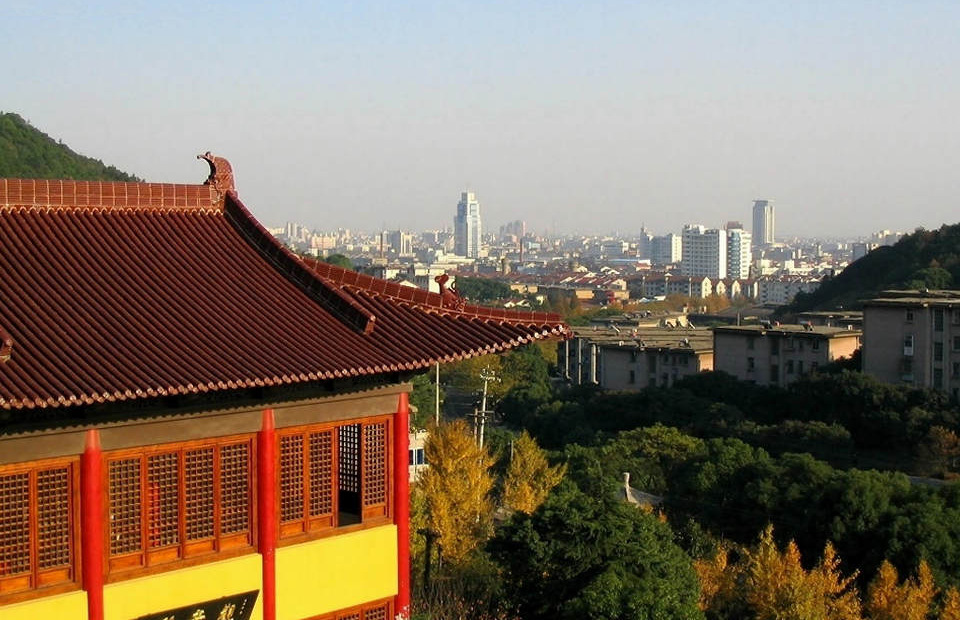
منظره‌ای از شهر ووشی
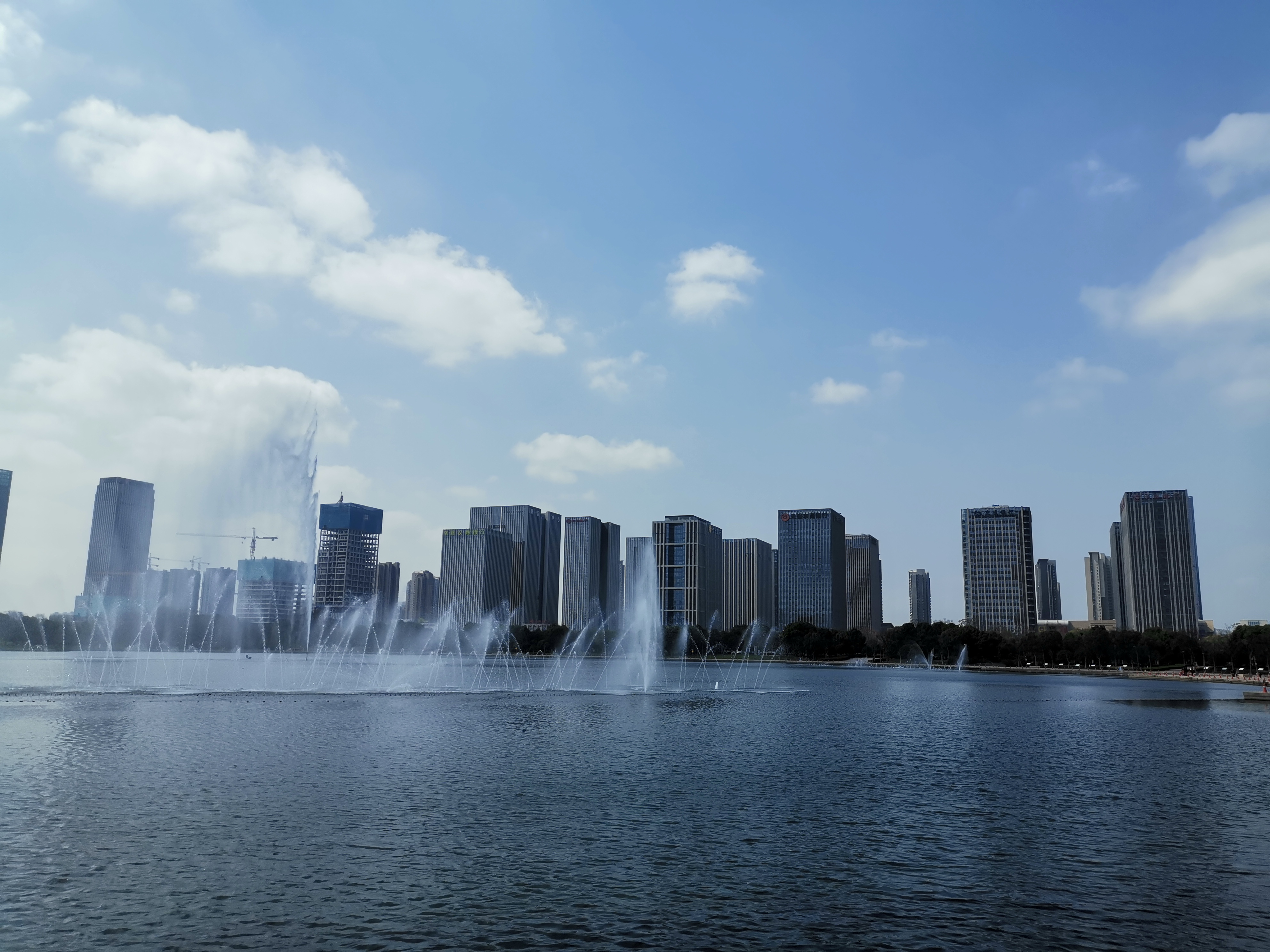
شهر جدید تایهو
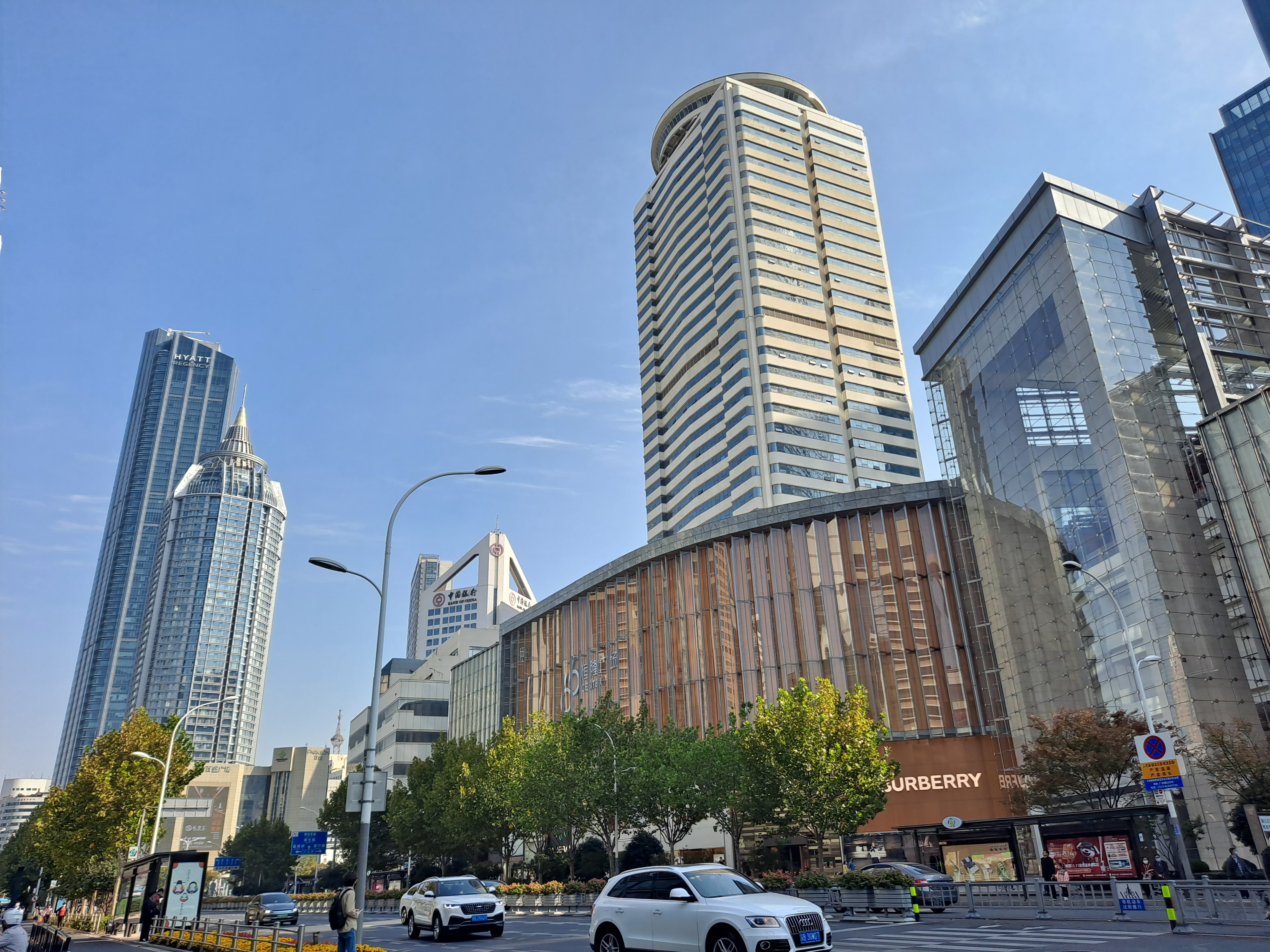
مرکز شهر